# John E. Brooks
John E. Brooks SJ (* 13. Juli 1923 in Dorchester, Massachusetts; † 2. Juli 2012 in Worcester, Massachusetts) war ein US-amerikanischer Jesuit und Hochschullehrer.

## Leben
Brooks begann 1942 sein Studium am College of the Holy Cross in Worcester, Massachusetts, wurde dann aber 1943 Soldat beim Army Signal Corps. Er nahm am Zweiten Weltkrieg teil und war von 1944 bis 1946 u. a. in Nordfrankreich, im Rheinland und in den Ardennen eingesetzt.
Nach Kriegsende nahm er sein Studium der Physik am College of the Holy Cross wieder auf (Bachelor 1949) und studierte danach Geophysik an der Pennsylvania State University (Bachelor 1950) und Philosophie am Boston College (Master 1954). Brooks trat 1950 der Ordensgemeinschaft der Jesuiten in der Ordensprovinz New England bei. Er unterrichtete zunächst Mathematik und Physik. Nach dem Studium der Theologie am Weston College (Bachelor 1959) empfing er am 13. Juni 1959 die Priesterweihe durch Richard Kardinal Cushing. Nach einer einjährigen jesuitischen Ausbildung in Pomfret graduierte er in Geophysik am Boston College (M.S. 1960). An der Päpstlichen Universität Gregoriana wurde er 1963 – während des Zweiten Vatikanischen Konzils – in Rom zum Doctor theologiae promoviert. 1966 legte er die Profess ab.
Er war Präsident (1970/90) und Präsident Emeritus (1990/94) des 1843 gegründeten College of the Holy Cross in Worcester, seiner Alma Mater. ab 1963 war er dort Mitglied der Fakultät für Theologie, Inhaber der Loyola-Professor für Geisteswissenschaften sowie Dekan (1968/70) und Vizepräsident. 1994 wurde er emeritiert.
Nach dem Attentat auf Martin Luther King am 4. April 1968 engagierte er sich für die Einschreibung von 20 afro-amerikanischen Bürgern an seinem College, darunter
- Clarence Thomas, seit dem Jahr 1991 Richter am Obersten Gerichtshof der Vereinigten Staaten (Supreme Court),
- Edward P. Jones, Schriftsteller und Pulitzer-Preisträger,
- Theodore V. Wells, Rechtsanwalt und Strafverteidiger[3],
- Stanley E. Grayson, Bezirksbürgermeister in New York City[4],
- Ed Jenkins, American-Football-Star[5].

1972 setzte er die Aufnahme von weiblichen Studenten durch. 1986 gründete er zusammen mit den Colleges Bucknell, Colgate, Lafayette und Lehigh die Studentensportliga Patriot League. Er gründete die hochschuleigene Kunstgalerie (1983) und die Konzerthalle. Er war unter anderem Präsident der New England Association of Schools and Colleges.

### Auszeichnungen
Für seine Engagements wurde Brooks mehrfach ausgezeichnet, darunter eine Ehrendoktorwürde in Literaturwissenschaften der Holy Cross (1994) und weiterer Ehrendoktorate der St. Ambrose College, Worcester Polytechnic Institute, St. Anselm College, Assumption College, Anna Maria College und der University of New England.